# Cikupa (Karangnunggal)
Cikupa is een bestuurslaag in het regentschap Tasikmalaya van de provincie West-Java, Indonesië. Cikupa telt 6437 inwoners (volkstelling 2010).